# 岡本恭佑
岡本 恭佑（おかもと きょうすけ、2004年3月9日 - ）は、日本のプロボクサー。福岡県北九州市出身。HKスポーツボクシングジム所属。

## 来歴
2022年3月13日、佐賀県のSAGAサンライズパークにて、新井志道（黒崎KANAO）とフェザー級4回戦を行い、4回判定3-0（40-33、39-34、38-35）の判定勝ちを収めプロデビュー戦を白星で飾った。
2022年4月17日、佐賀県のSAGAサンライズパークにて、中嶺悟（ビッグアーム）と2022年度西部日本フェザー級新人王準決勝を行い、3回1分5秒KO勝ちを収めた。
2022年10月2日、うるま市の石川多目的ホールにて、富平謙伸（中日）と2022年度中日本・西部日本フェザー級新人王対抗戦を行い、4回判定1-0（38-38 × 2、39-37）の引き分けとなった。
2022年11月6日、大阪市のエディオンアリーナ大阪第二競技場にて、中村泰斗（ウォズ）と2022年度全日本フェザー級新人王西軍代表決定戦を行い、4回判定3-0（39-37 × 3）の判定勝ちを収めた。
2022年12月17日、東京の後楽園ホールにて、廣瀬祐也（協栄）と2022年度全日本フェザー級新人王決定戦を行い、4回判定2-0（39-37 × 2、38-38）の判定勝ちを収めた。
2023年6月25日、春日市のクローバープラザにて、マジスカ小坂（KWORLD3）とスーパーフェザー級6回戦を行い、4回2分19秒TKO勝ちを収めた。試合後、「『地方の選手だから』と思われたくない。敵地に乗り込み、存在感をアピールしていきたい」と話すと「1年違いの全日本新人王の渡邉海（ライオンズ）とやりたい。全日本新人王を獲ったので、次はユース王座を狙っていく」と語った。
2023年8月11日、大阪市のエディオンアリーナ大阪第二競技場にて、藤崎美樹（KWORLD3）とフェザー級6回戦を行い、5回1分33秒TKO勝ちを収めた。
2023年12月17日、大阪市の住吉区民センターにて、辻永遠（勝輝）と日本フェザー級ユース王座決定戦を行い、3回2分9秒TKO負けでキャリア初黒星を喫すると共に王座獲得に失敗した。
2024年6月16日、北九州市の小倉北体育館にて、ウォーラポン・ヨーティカとフェザー級8回戦を行い、3回2分15秒KO勝ちを収めた。
2024年9月21日、東京の後楽園ホールにて、廣瀬祐也（協栄）とフェザー級8回戦を行い、7回2分5秒TKO勝ちを収めた。
2024年12月22日、大阪市の住吉区民センターにて、干場悟（蟹江）とスーパーフェザー級8回戦を行い、初回1分49秒KO勝ちを収めた。
2025年3月29日、常滑市の愛知県国際展示場にて、マイケル・ダスマリナスとフェザー級8回戦を行い、5回1分18秒TKO勝ちを収めた。

## 戦績
- プロボクシング：12戦 10勝 (7KO) 1敗 1分

| 戦           | 日付           | 勝敗 | 時間    | 内容    | 対戦相手                 | 国籍       | 備考                                           |
| ------------ | -------------- | ---- | ------- | ------- | ------------------------ | ---------- | ---------------------------------------------- |
| 1            | 2022年3月13日  | ☆    | 4R      | 判定3-0 | 新井志道（黒崎KANAO）    | 日本       | プロデビュー戦                                 |
| 2            | 2022年4月17日  | ☆    | 3R 1:05 | KO      | 中嶺悟（ビッグアーム）   | 日本       | 2022年度西部日本フェザー級新人王準決勝         |
| 3            | 2022年10月2日  | △    | 4R      | 判定1-0 | 富平謙伸（中日）         | 日本       | 2022年度中日本・西部日本フェザー級新人王対抗戦 |
| 4            | 2022年11月6日  | ☆    | 4R      | 判定3-0 | 中村泰斗（ウォズ）       | 日本       | 2022年度全日本フェザー級新人王西軍代表決定戦   |
| 5            | 2022年12月17日 | ☆    | 4R      | 判定2-0 | 廣瀬祐也（協栄）         | 日本       | 2022年度全日本フェザー級新人王決定戦           |
| 6            | 2023年6月25日  | ☆    | 4R 2:19 | TKO     | マジスカ小坂（KWORLD3）  | 日本       |                                                |
| 7            | 2023年8月11日  | ☆    | 5R 1:33 | TKO     | 藤崎美樹（KWORLD3）      | 日本       |                                                |
| 8            | 2023年12月17日 | ★    | 3R 2:09 | TKO     | 辻永遠（勝輝）           | 日本       | 日本フェザー級ユース王座決定戦                 |
| 9            | 2024年6月16日  | ☆    | 3R 2:15 | KO      | ウォーラポン・ヨーティカ | タイ       |                                                |
| 10           | 2024年9月21日  | ☆    | 7R 2:05 | TKO     | 廣瀬祐也（協栄）         | 日本       |                                                |
| 11           | 2024年12月22日 | ☆    | 1R 1:49 | KO      | 干場悟（蟹江）           | 日本       |                                                |
| 12           | 2025年3月29日  | ☆    | 5R 1:18 | TKO     | マイケル・ダスマリナス   | フィリピン |                                                |
| テンプレート |                |      |         |         |                          |            |                                                |

## 獲得タイトル
- 2022年度全日本フェザー級新人王